# Omalodes mestino
Omalodes mestino är en skalbaggsart som beskrevs av Lewis 1904. Omalodes mestino ingår i släktet Omalodes och familjen stumpbaggar. Inga underarter finns listade i Catalogue of Life.